# Корнь-Албешть
Корнь-Албешть, Корні-Албешті (рум. Corni-Albești) — село у повіті Васлуй в Румунії. Входить до складу комуни Албешть.
Село розташоване на відстані 269 км на північний схід від Бухареста, 17 км на південний схід від Васлуя, 74 км на південь від Ясс, 122 км на північ від Галаца.

## Населення
За даними перепису населення 2002 року у селі проживали 1396 осіб, усі — румуни. Усі жителі села рідною мовою назвали румунську.